# Niels Albert
Niels Albert (* 5. Februar 1986 in Bonheiden) ist ein ehemaliger belgischer Cyclocrossfahrer. Er war 2009 und 2012 Weltmeister dieser Disziplin.

## Sportlicher Werdegang
Albert begann im Alter von 12 Jahren mit dem BMX-Fahren, wo er zweimal belgischer Meister seiner Altersklasse wurde. Mit 14 nahm er das Querfeldeinfahren auf. In seiner zweiten Saison als Junior, 2003/2004, siegte er in 18 von 19 bestrittenen Rennen und gewann dabei die Welt- und Europameisterschaften, die belgischen Meisterschaften sowie die Gesamtwertung des Superprestige für Junioren. Während der vier Jahre, die er in der U23 verbrachte, erzielte er zahlreiche weitere Erfolge; so war er U23-Weltmeister 2008, dreimaliger U23-Europameister und zweifacher Weltcup-Sieger dieser Kategorie.
Seit 2006 fuhr Albert mit Profivertrag für die Mannschaft Palmans-Cras. Bereits in seiner U23-Zeit fuhr er gelegentlich in der Elite mit und deutete mit mehreren Siegen bei Klassementscrossen sein Potenzial an: Im Azencross (2006), in Oostmalle (Anfang 2007) und in Gieten (Ende 2007) schlug er jeweils Sven Nys, der wenige Jahre zuvor noch sein Idol gewesen war.
2008/2009 begann Albert seine erste Elite-Saison mit mehreren Siegen, darunter im Weltcup von Tábor, bevor er sich im November bei einem Trainingssturz in Gavere so schwere Verletzungen zuzog, unter anderem an der Milz, dass seine Saison zunächst beendet schien. Er konnte jedoch nach sechs Wochen wieder ins Renngeschehen eingreifen, seit dem Jahreswechsel unter den Farben der neu gegründeten Mannschaft BKCP-Powerplus. Am 1. Februar 2009 bestritt er in Hoogerheide die ersten Elite-Weltmeisterschaften seiner Laufbahn und gewann den Titel, nachdem er in der zweiten Runde attackiert und seinen Vorsprung bis zum Ende verteidigt hatte.
In den folgenden Jahren gehörte Albert konstant zur Weltspitze, zusammen mit Sven Nys, Zdeněk Štybar und Kevin Pauwels. Er holte zweimal die Gesamtwertung im Weltcup (2010/2011, 2012/2013) und elf Einzelsiege; hinzu kamen unter anderem 30 Einzelsiege in Superprestige und Trofee, wobei er besonders häufig in Oostmalle (sechsmal), Gieten (viermal) und Diegem (viermal) gewann. Weitere Höhepunkte seiner Karriere waren der belgische Meistertitel 2011 sowie der zweite Weltmeistertitel 2012 vor über 60.000 Zuschauern in Koksijde beim totalen Triumph der belgischen Mannschaft, deren sieben Fahrer die ersten sieben Plätze belegten. Im Mai 2014 musste Albert seine sportliche Karriere abrupt beenden, nachdem bei Untersuchungen schwere Herzrhythmusstörungen festgestellt worden waren.
In der Sommersaison war Albert jeweils bei kleineren internationalen Straßenrennen angetreten und hatte dort einige Erfolge erzielt, die jedoch hinter seiner Karriere im Cyclocross klar zurückstanden.

## Verschiedenes
Nach seinem Karriereende eröffnete Albert im heimischen Tremelo ein Fahrradgeschäft, das er noch heute führt. Er ist verheiratet und hat seit 2018 eine Tochter. Er ist Ehrenbürger der Gemeinde Koksijde, wo er 2012 Weltmeister wurde; auf dem Gelände des Duinencross Koksijde ist eine Düne nach ihm benannt.

## Erfolge

### Cyclocross
2003/2004
 Weltmeister (Junioren)

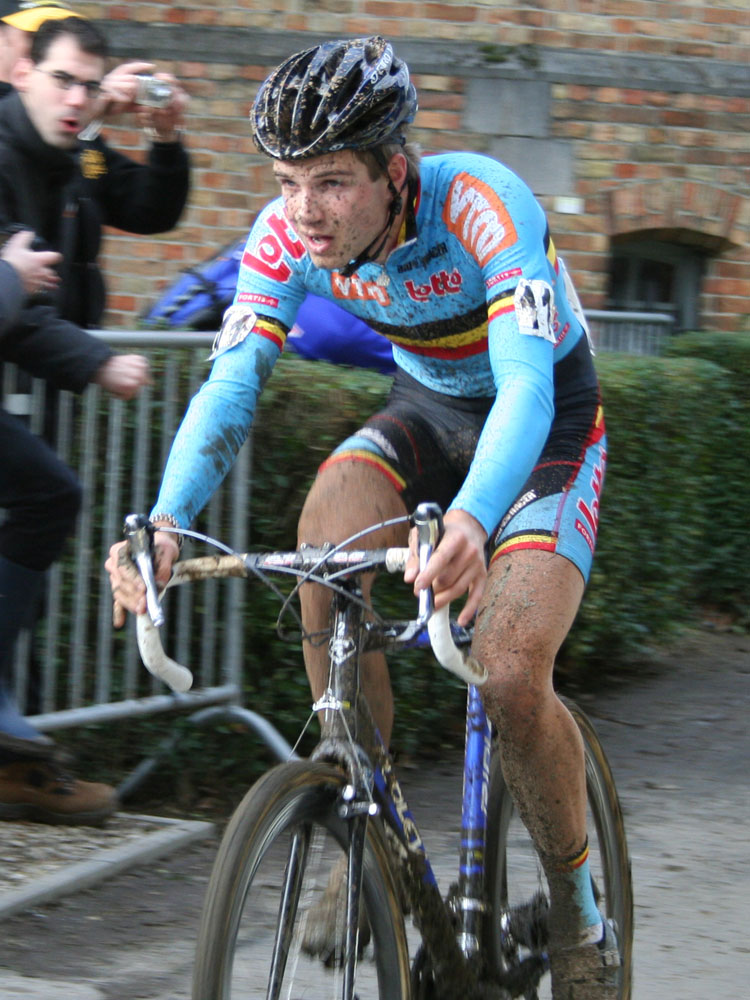
Niels Albert bei der Cyclocross-Weltmeisterschaft 2007

 Europameister (Junioren)
 Belgischer Meister (Junioren)
2004/2005
 Europameisterschaften (U23)
Weltcup (U23) – Hofstade
2005/2006
 Weltmeisterschaften (U23)
 Europameister (U23)
 Belgischer Meister (U23)
Weltcup (U23) – Kalmthout
2006/2007
 Weltmeisterschaften (U23)
 Europameister (U23)
 Belgischer Meister (U23)
Weltcup (U23) – Gesamtwertung / Kalmthout, Hofstade, Nommay
GvA Trofee – Loenhout, Oostmalle
2007/2008
 Weltmeister (U23)
 Europameister (U23)
Weltcup (U23) – Gesamtwertung / Kalmthout, Hofstade, Liévin, Hoogerheide
Superprestige – Gieten, Hoogstraten, Vorselaar
GvA Trofee – Lille, Oostmalle
2008/2009
 Weltmeister
Weltcup – Tábor
Superprestige – Veghel-Eerde
GvA Trofee – Lille
2009/2010
Weltcup – Treviso, Pilsen, Nommay, Hoogerheide
Superprestige – Hoogstraten, Gavere, Diegem
GvA Trofee – Namur, Essen
2010/2011
 Belgischer Meister
Weltcup – Gesamtwertung / Koksijde, Igorre, Hoogerheide
Superprestige – Diegem
GvA Trofee – Loenhout, Oostmalle
2011/2012
 Weltmeister
Superprestige – Ruddervoorde, Zonhoven, Diegem
GvA Trofee – Loenhout, Oostmalle
2012/2013
Weltcup – Gesamtwertung / Pilsen
Superprestige – Diegem
Bpost Bank Trofee – Gesamtwertung / Ronse, Loenhout, Lille, Oostmalle
2013/2014
Weltcup – Koksijde, Rom
Superprestige – Hamme-Zogge, Gieten
Bpost Bank Trofee – Oostmalle

### Straße
2007
Nachwuchswertung Boucles de la Mayenne
2008
Nachwuchswertung Boucles de la Mayenne
2009
Prolog Boucles de la Mayenne
zwei Etappen und Punktewertung Tour Alsace
eine Etappe Mi-Août Bretonne
2010
eine Etappe Circuito Montañés
2011
eine Etappe Tour Alsace